# 折口学
折口学（おりぐちがく）は、日本の国文学者・民俗学者の折口信夫によって構築された研究や、称えられた思想を一つの学問体系とみなしたもの。

## 概要
折口の研究は、芸能史・国文学を主な研究分野とされているが、既存の学問の範疇に収まりきらないほど広範囲にわたっており、また、それらを総体的に論ずる折口独特の用語が数多くある。そのような折口の研究および思想を一つの学問体系とみなしたものが「折口学」である。
常世、貴種流離譚、宮中歌人（宮廷歌人）など、折口によって初めて提唱され、定着した概念は多い。しかし、折口学において最も重要かつ広く知られる概念はマレビトとヨリシロである。すなわち、国文学の起源を祝詞や呪言に求め、さらにそれらが、マレビト信仰に基づくものとした。また聖なる霊魂をヨリシロによって呼び寄せることによって、人間は神秘的な力を身につけられるとし、論考「大嘗祭の本義」では、天皇は天皇霊を身につけた人物であると読み解いた。
今日では、民俗学のみならず古代学、日本文化論や日本文学研究等、折口の研究成果に負う分野は少なくない。しかし、マレビトなどの根本概念がきちんと定義されていないなど、独創的、詩的に過ぎて学問的客観性や厳密性に欠けるとの批判も、民俗学が厳密化するにつれて大きくなっている。